# Ann Grant
Pour les articles homonymes, voir Grant.
Ann Grant, née le 6 mai 1955 à Harare, est une joueuse de hockey sur gazon zimbabwéenne.

## Carrière

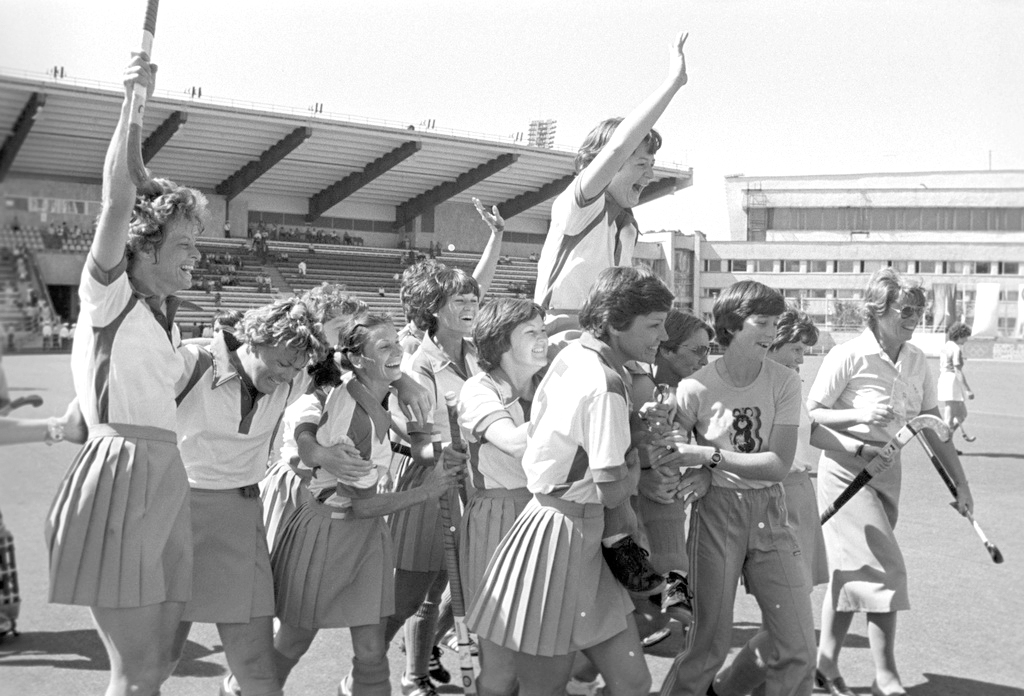
L'équipe du Zimbabwe célèbre sa victoire aux Jeux olympiques de 1980.

Ann Grant, sélectionnée en équipe nationale de 1974 à 1980, est la capitaine de l'équipe du Zimbabwe de hockey sur gazon féminin sacrée championne olympique en 1980 à Moscou.
Elle quitte le Zimbabwe pour Durban en 1981 et devient directrice financière de plusieurs entreprises.